# Ґжибово (Вонґровецький повіт)
Ґжибово (пол. Grzybowo, нім. Pilz) — село в Польщі, у гміні Скоки Вонґровецького повіту Великопольського воєводства.
Населення — 129 осіб (2011).
У 1975-1998 роках село належало до Познанського воєводства.

## Демографія
Демографічна структура станом на 31 березня 2011 року:
|          | Загалом | Допрацездатний вік | Працездатний вік | Постпрацездатний вік |
| -------- | ------- | ------------------ | ---------------- | -------------------- |
| Чоловіки | 60      | 12                 | 44               | 4                    |
| Жінки    | 69      | 21                 | 38               | 10                   |
| Разом    | 129     | 33                 | 82               | 14                   |